# Folder (音楽グループ)
Folder（フォルダ）は、日本の男女混成ダンス＆ボーカルグループ。ライジングプロダクション所属。レーベルはavex tune。2000年頃に活動を停止した。

## 概要
沖縄アクターズスクール出身の男女混成による小中学生7名で構成される。グループ名はWindows（95以後）やMacintoshなどで使われるパソコン用語の「フォルダ」に由来する。楽曲のほとんどは小森田実が手がけたもので、5thシングル「Glory Glory」やアルバム内の一部を除いて楽曲のパートはDAICHIがボーカルで、女子メンバーはバックコーラスに徹している。もう一人の男子メンバーである仲間丈はダンスに特化しており、楽曲ではラップを担当する位であった。

## 略歴
デビュー当初の1997年から1999年3月まではフジテレビ系子供番組「ポンキッキーズ」とタイアップし、同じ事務所の先輩でシスターラビッツとして出演していた安室奈美恵の後継として、Folderメンバーが入れ替わりながらレギュラー出演していた。
アップテンポなデビュー・シングル「パラシューター」は10万枚以上を売り上げ、番組のコンピレーション盤「ポンキッキーズ・メロディ2」などにも収録されている。3rdシングル「FIRE! FIRE!」を除く5thシングルまでの楽曲は、番組内で収録した歌唱映像を1コーラス流すなどプロモーションが行われた。
1998年発売の初のアナログ盤『REMIXES』は、予約注文だけで1万枚を突破した（CD全盛の当時としては異例）。
1999年後半には小学6年生であったDAICHIのソロ活動が始動し、7thシングル「Everlasting Love」のレコーディングを行い、2000年3月にその集大成である2ndアルバム『7 SOUL』が発売された。
6th・7thシングルはクラブシーン（DJ・ターンテーブル）向けにアナログ盤が発売されている。デビュー時の平均年齢が12歳弱というチャイドル世代でありながら、ジャクソン5を彷彿とさせるDAICHI（三浦大知）のボーイソプラノを活かしたハイトーンでパワフルな歌唱力と、女子メンバーのハーモニーの高さ、キレのあるダンスパフォーマンスが大人からも注目を浴びた。
『7 SOUL』発売翌月の2000年4月、FolderからDAICHIとJOEを差し引いた女子メンバー5人で構成する「Folder5」として、1stシングル「SUPERGIRL」を発売。ゴールデンウィークに横浜市内のHMVでインストアライブを行った折、FolderメンバーとしてDAICHIが登壇し、変声期に入ったことを理由に「Folder」と自身の芸能活動は休止することを発表した。
Folder時代のCDの累計売上は60万枚に達する。
Folder5は2003年にFolder時代の楽曲を併せたベスト盤『Folder+Folder 5 SINGLE COLLECTION and more』とCD BOX『Folder+Folder 5 COMPLETE BOX』の発売を以て実質的に解散。AKINA・MOE・HIKARIはそれぞれ芸能活動を継続している（詳しくはそれぞれの項目を参照のこと）。なお、DAICHIは声変わりが完了するまで喉を酷使せぬように芸能界から遠ざかっていたが、2004年8月1日にヴィジョンファクトリーのライブステージにサプライズゲストとして登場し、2005年3月に本名の三浦大知名義でデビューシングルを発売、歌手活動を再開した。2012年3月30日に三浦大知ファンクラブ「大知識」が本格開始となる。

## 解散後
阿嘉奈津、仲間丈、仲間愛里紗は芸能界を引退。三浦大知は再デビューから11年経った2016年5月6日、「ミュージックステーション」に初出演。元メンバーの石原萌、満島ひかり、仲間愛里紗、AKINAらが放送を見守った。
2016年5月21日、満島主演のNHK総合土曜ドラマ「トットてれび」の第4話に三浦がチャップリン役で出演し、黒柳徹子役の満島と一緒にライザ・ミネリの「New York, New York」を歌い踊る共演を果たした。
2018年2月15日、三浦のライブに満島がゲスト出演し、「NOW AND FOREVER」を披露（2018年6月27日に発売された三浦のライブDVD/Blu-ray『DAICHI MIURA BEST HIT TOUR in 日本武道館』に収録）。翌日2月16日には三浦が「ミュージックステーション」に出演し（絢香とのコラボレーションで「ハートアップ」を披露）、共演した小沢健二のコラボレーション相手として満島が出演。エンディングトークにて二人並びで共演した。
2020年3月6日、「A-Studio」にてメンバー全員が20年ぶりに再集結した。

## メンバー
- DAICHI（三浦大知、1987年8月24日（37歳））
- AKINA（宮里明那、1985年6月19日（39歳））
- ARISA（仲間愛里紗、1984年8月21日（40歳））
- HIKARI（満島ひかり、1985年11月30日（39歳））
- NATSU（阿嘉奈津、1984年8月11日（40歳））
- MOE（石原萌、1986年5月23日（38歳））
- JOE（仲間丈、1985年9月4日（39歳））

## 作品

### シングル
| # | 発売日         | タイトル                                    | カップリング                                                          | 規格品番   |
| - | -------------- | ------------------------------------------- | --------------------------------------------------------------------- | ---------- |
| 1 | 1997年8月1日   | パラシューター                              | ごめんね朝寝坊                                                        | AVDT-20001 |
| 2 | 1997年12月17日 | NOW AND FOREVER                             | GET YOU                                                               | AVDT-20014 |
| 3 | 1998年3月18日  | FIRE! FIRE!                                 | SPARKLE                                                               | AVDT-20021 |
| 4 | 1998年9月2日   | ジャカジャカジャンケンポン                  | HELLOW AGAIN                                                          | AVDT-20029 |
| 5 | 1999年3月1日   | Glory Glory                                 | 僕だけのGraduation                                                    | AVDT-20047 |
| 6 | 1999年8月25日  | I WANT YOU BACK                             | ABC (Japanese ver.) I WANT YOU BACK (English ver.) ABC (English ver.) | AVCT-30008 |
| 7 | 1999年12月15日 | Everlasting Love （Folder featuring Daichi) | Reality YOU MAKE ME FEEL BRAND NEW Everlasting Love -English Version- | AVCT-30012 |

#### 三浦大地名義
| # | 発売日        | タイトル                         | カップリング  | 規格品番 |
| - | ------------- | -------------------------------- | ------------- | -------- |
| 1 | 1999年5月19日 | Big heart 〜ミクロマンのテーマ〜 | Perfect World | ZMDZ-158 |

### アルバム
| # | 発売日         | タイトル  | 規格品番   |
| - | -------------- | --------- | ---------- |
| 1 | 1998年11月26日 | THE EARTH | AVCT-10030 |
| 2 | 2000年3月23日  | 7 SOUL    | AVCT-10072 |

### ベスト・アルバム
| # | 発売日        | タイトル                                   | 規格品番   | 備考                                                         |
| - | ------------- | ------------------------------------------ | ---------- | ------------------------------------------------------------ |
| 1 | 2003年6月25日 | Folder+Folder 5 SINGLE COLLECTION and more | AVCT-10131 | Folder + Folder5 シングル15曲 Folder5 新曲「あの空のむこう」 |

### アナログ盤
Rhythm REPUBLICからの発売。
| # | 発売日         | タイトル         | 規格品番   | 収録曲 |
| - | -------------- | ---------------- | ---------- | --- |
| 1 | 1998年11月21日 | REMIXES          | RR12-88066 | A1. NOW AND FOREVER (DJ HASEBE REMIX) A2. NOW AND FOREVER (Original Mix) B1. パラシューター (Dub's Club Remix) B2. パラシューター (Original Mix) |
| 2 | 1999年7月31日  | I WANT YOU BACK  | RR12-88123 | A1. I WANT YOU BACK A2. I WANT YOU BACK (Club Mix) A3. I WANT YOU BACK (Instrumental) B1. ABC B2. ABC (Club Mix) B3. ABC (Instrumental)          |
| 3 | 1999年12月15日 | Everlasting Love | RR12-88150 | A1. Everlasting Love A2. Reality B1. YOU MAKE ME FEEL BRAND NEW B2. Everlasting Love -English Version-                                           |

### CD BOX
| # | 発売日        | タイトル                     | 規格品番         | 備考 |
| - | ------------- | ---------------------------- | ---------------- | --- |
| 1 | 2003年6月25日 | Folder+Folder 5 COMPLETE BOX | AVBT-91021~3/B~F | Folder + Folder 5 全アルバム（CD）5枚 Folder + Folder 5 クリップ集（DVD）3枚 Folder 5 過去の封入特典トレカ全80パターン |

### 参加作品
- 個人授業
  - フィンガー5（1973年）のカバー曲。
  - コンピレーション・アルバム『VELFARRE J-POP NIGHT presents DANCE with YOU』（1997年7月24日、AVCD-11571）
  - 阿久悠の作詞家生活30周年を記念し企画されたトリビュート・アルバム。
  - デビューシングル「パラシューター」よりも先立って発売された。
- パラシューター (Dub's Club Remix)
  - アルバム『Dub's Music boX』（2000年9月27日、AVCD-11856）
  - Dub Master Xによるリミックス集。
- 個人授業
  - フィンガー5（1973年）のカバー曲。
  - コンピレーション・アルバム『阿久悠トリビュート・スペシャルソングス 〜朝日のように〜』（2017年11月15日、AVCD-16831）
    - 阿久悠の没後10年、作詞家50年、生誕80年を記念し企画されたトリビュート・アルバム。

  - リアレンジ・バージョンで収録。配信サイトには「個人授業 -2017リアレンジ-」と表記されている。

## テレビ
- ポンキッキーズ（フジテレビ）